# Chris Olivero
Chris Olivero, właśc. Christopher Anthony Olivero (ur. 15 października 1984 w Stockton) – amerykański aktor znany z ról gościnnych w serialach Boston Public, 24 godziny, CSI: Kryminalne zagadki Miami, Zaklinacz dusz oraz z roli w produkcji kanału ABC Family Kyle XY. 12 sierpnia 2006 poślubił aktorkę Alexandrę Picatto.

## Filmografia
- 1999: Arien Arsenal – Bill
- 1999–2002: Once and Again – Evan Fisher (gościnnie)
- 1999: Z życia gwiazd (Movie Stars) – Jordan (gościnnie)
- 2000–2004: Boston Public – John Cardell (gościnnie)
- 2000: W pierwszym brzasku (By Dawn's Early Light) – Mike Lewis
- 2001: 24 godziny (24) – Kevin Keeler (gościnnie)
- 2001–2002: Wbrew regułom (Philly) – Joel Peters (gościnnie)
- 2002: CSI: Kryminalne zagadki Miami (CSI: Miami) – Kevin Lewiston (gościnnie)
- 2002: Zostać koszykarką (Double Teamed) – Galen Alderman
- 2003: Agenci NCIS (Navy NCIS: Naval Criminal Investigative Service) – Dave Simmons (gościnnie)
- 2003–2004: Line of Fire – młody koleś (gościnnie)
- 2005: I wszystko jasne (Now You See It...) – Hunter
- 2006–2009: Kyle XY – Declan McDunaugh